# Rundfunkjahr 1969
Liste der Rundfunkjahre

◄◄ | ◄ | 1965 | 1966 | 1967 | 1968 | Rundfunkjahr 1969 | 1970 | 1971 | 1972 | 1973 | ► | ►►

Weitere Ereignisse

## Allgemein
- Start des Farbfernsehens in mehreren Ländern.
  - In Österreich wird das Farbfernsehen ab dem 1. Januar nach dem PAL-System offiziell eingeweiht. Die erste Sendung, die in Österreich farbig zu sehen ist, ist das traditionelle Neujahrskonzert der Wiener Philharmoniker.
  - In der DDR sendet DFF 2 ab dem 3. Oktober (wenige Tage vor den Feierlichkeiten zum zwanzigjährigen Bestehen der DDR am 7. Oktober) in Farbe. Dabei kommt das SECAM-System zum Einsatz. Ungeachtet der technischen Einführung, bleiben die entsprechenden Empfangsgeräte für den überwiegenden Teil der Bevölkerung bis weit in die 1980er-Jahre hinein allerdings kaum erschwinglich.
  - Als einer der ersten privaten Fernsehanbieter beginnt die britische ITV ab dem 15. November farbig zu senden. Hierbei kommt, wie in weiten Teilen Westeuropas, das PAL-System in Verwendung.
- 3. Oktober – In Ost-Berlin wird der 368 Meter hohe Fernsehturm offiziell seiner Bestimmung übergeben.
- 5. Dezember – Das Life-Magazin berichtet in einem ausführlichen Artikel über das Massaker von My Lai, ein Kriegsverbrechen, das von amerikanischen Soldaten an vietnamesischen Zivilisten im Mai 1968 begangen wurde.

## Hörfunk
- 24. Januar – Für einen Skandal sorgt das Hörspiel Staatsbegräbnis des Autors Ludwig Harig, welches unter der Regie von Johann M. Kamps gemeinsam vom SR und dem WDR produziert worden ist. In der Persiflage wird ausschließlich Originaltonmaterial der Trauerreden anlässlich des Staatsbegräbnis für Konrad Adenauer verwendet und gegeneinander verschnitten. Den Verantwortlichen wird daraufhin ein respektloser Umgang mit einem zwei Jahre zurückliegenden ernsten Thema vorgeworfen.
- 1. März – Die japanische öffentliche Rundfunkgesellschaft NHK beginnt mit der Ausstrahlung in UKW.
- 4. Mai – Auf Ö3 ist die erste Folge des Radiofeuilltons Der Schalldämpfer von und mit Axel Corti zu hören.

## Fernsehen

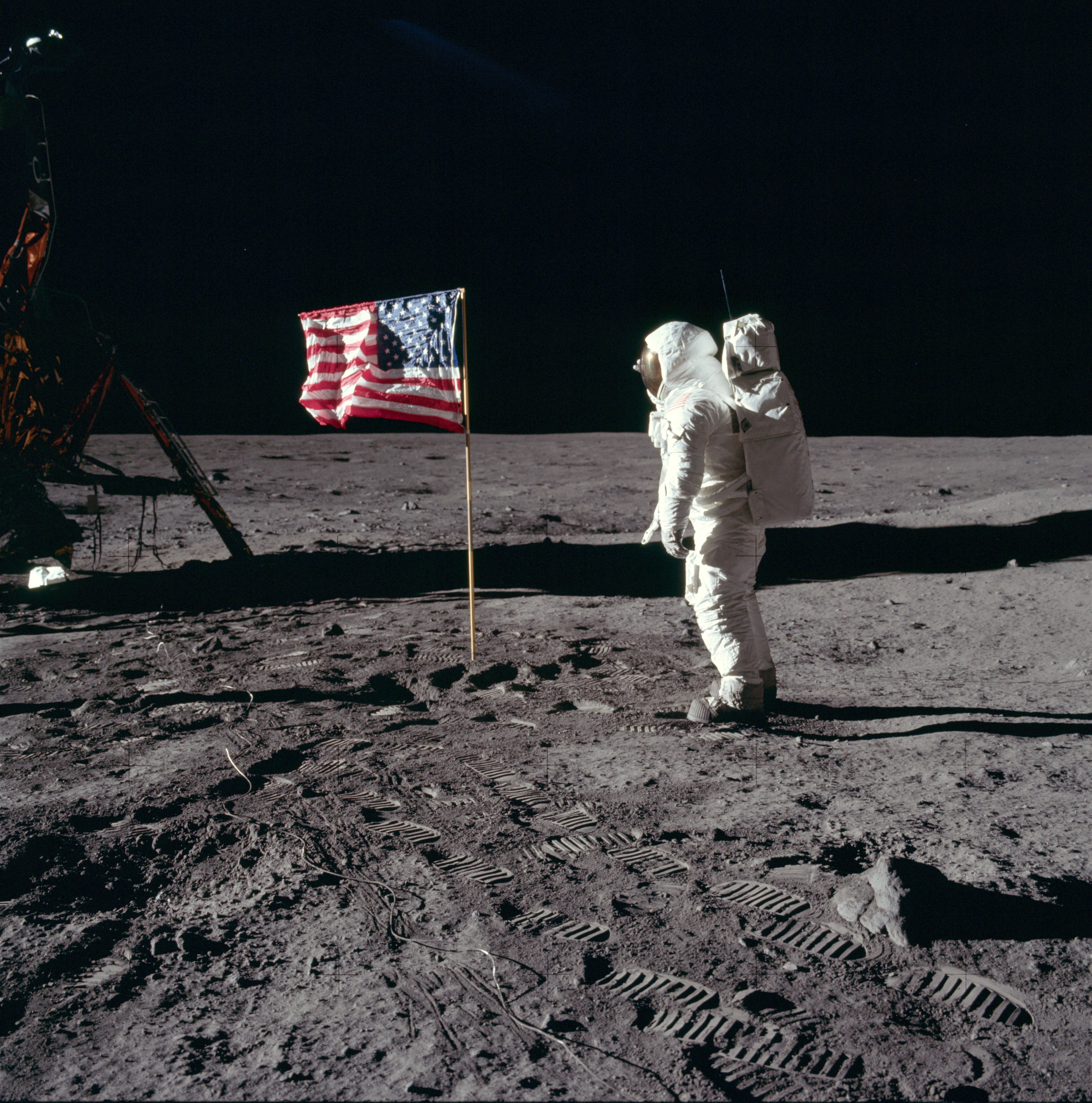
1969: Die Landung der ersten bemannten Mondfähre wird zum weltweiten Fernsehereignis

- 3. Januar – Start der ZDF-Krimireihe Der Kommissar mit Erik Ode in der Rolle des Kommissars Herbert Keller.
- 4. Januar – Der Länderspiegel wird zum ersten Mal im ZDF ausgestrahlt.
- 6. Januar – Das ZDF zeigt Unsere kleine Show.
- 18. Januar – Die erste Folge der ZDF-Hitparade moderiert von Dieter Thomas Heck ist zu sehen.
- 9. März – ZDF und ORF nehmen die Peter Alexander Show ins Programm. Die Sendung, die bis Mitte der 1990er Jahre ausgestrahlt wird, zählt zu jenen Produktionen der deutschsprachigen Fernsehgeschichte, welche die höchsten Einschaltquoten erzielten.
- 31. März – Der ORF zeigt vor einem Wienbesuch Lennons mit einer "Bagism"-Pressekonferenz im Hotel Sacher den von ihm mitproduzierten Film Rape von John Lennon.[1] Darin wird anhand einer jungen Frau geschildert, wie ein nichtprominenter sogenannter,  "Normalbürger" darauf reagieren würde, wenn er, ähnlich wie John Lennon selbst, ständig von Presse- und Kamerateams verfolgt wird. Am Abend zuvor ist ein Porträt von John Lennon und Yoko Ono zu sehen.
- 5. April – Start des Fernsehsenders Südwest 3 des Südwestfunks.
- 20. Juli – Die Landung der Apollo 11 auf dem Mond und Neil Armstrongs Ausstieg dort werden weltweit von schätzungsweise 750 Millionen Menschen live mitverfolgt.
- 5. Oktober – Die BBC strahlt die erste Folge der Comedy-Reihe Monty Python’s Flying Circus aus.
- 11. Oktober – Die Krimiserie Columbo mit Peter Falk in der Titelrolle feiert im Deutschen Fernsehen deutschsprachige Premiere. Columbo ist eine der erfolgreichsten Krimiserien der Fernsehgeschichte. Im ersten Produktionszeitraum bis 1978 entstehen insgesamt 69 Folgen mit zahlreichen Gaststars wie Johnny Cash (Dritte Staffel, Folge 7) oder Leonard Nimoy (Zweite Staffel, Folge 6), welche die Rolle der Täter übernehmen. Die unkonventionellen Ermittlungsmethoden gehen unter dem Namen "Columbo-Effekt" sogar in die Kriminalistik ein.
- 27. November – Das Fernsehspiel Alma Mater von Dieter Meichsner (Drehbuch) und Rolf Hädrich (Regie) hat im Deutschen Fernsehen Premiere. Der Film übt Kritik an den gewalttätigen Auswüchsen der Studentenbewegung und der APO.
- 12. Dezember – Beginn der deutsch-schweizerischen Serie Die Reiter von Padola.
- 15. Dezember – Das ZDF zeigt erstmals Junger Herr auf altem Hof
- 19. Dezember – Das ZDF übernimmt erstmals Luftsprünge.
- 20. Dezember – In Deutschland, der Schweiz und Österreich ist die erste Folge der Spieleshow Wünsch dir was mit Dietmar Schönherr und Vivi Bach zu sehen.

## Geboren
- 1. Januar – Yvonne Sciò, italienische Schauspielerin, wird in Rom geboren.
- 30. Januar – Antje Pieper, deutsche Fernsehmoderatorin, Redakteurin und Reporterin, wird in Landsberg am Lech geboren.
- 6. März – Andrea Elson, US-amerikanische Schauspielerin (Computer Kids, Fernsehserie, 1983, ALF, Fernsehserie, 1986–1990), wird in New York geboren.
- 8. April – Arabella Kiesbauer, österreichische Fernsehmoderatorin (X-Large, Jugendmagazin, 1989–1994, Arabella, Talkshow, 1994–2004), wird in Wien geboren.
- 3. Juli – Gedeon Burkhard, deutscher Schauspieler, wird in München geboren.
- 14. Oktober – David Strickland, US-amerikanischer Schauspieler (Susan), wird in Glen Cove geboren († 1999).

## Gestorben
- 2. Februar – Boris Karloff, britischer Schauspieler stirbt 81-jährig in London. Durch seine zahlreichen Auftritte in entsprechenden Produktionen wurde er als Master of Horror bekannt.
- 7. Oktober – Hermann Quistorf, deutscher Schriftsteller, Übersetzer und Hörspielbearbeiter stirbt 85-jährig in seiner Geburtsstadt Hamburg.
- 24. November – Howard Marion-Crawford, britischer Schauspieler und Hörspielsprecher stirbt 55-jährig in Chelsea (London).